# Retonfey
Retonfey là một xã trong vùng Grand Est, thuộc tỉnh Moselle, quận Metz-Campagne, tổng Pange. Tọa độ địa lý của xã là 49° 08' vĩ độ bắc, 06° 18' kinh độ đông. Retonfey nằm trên độ cao trung bình là m mét trên mực nước biển, có điểm thấp nhất là 215 mét và điểm cao nhất là 286 mét. Xã có diện tích 9,77 km², dân số vào thời điểm 2005 là 1336 người; mật độ dân số là 136,3 người/km².

## Thông tin nhân khẩu
| 1962 | 1968 | 1975 | 1982  | 1990  | 1999  |
| ---- | ---- | ---- | ----- | ----- | ----- |
| 307  | 332  | 718  | 1 171 | 1 233 | 1 372 |